# NGC 4349
NGC 4349 (другие обозначения — OCL 882, ESO 131-SC3) — рассеянное скопление в созвездии Южный Крест.
Этот объект входит в число перечисленных в оригинальной редакции «Нового общего каталога».
В скоплении обнаружено 7 красных гигантов. Они имеют среднее содержание железа.